# Memorial de Lázaro López
El Memorial de Lázaro López es un complejo escultórico erigido en 2012 en la comunidad de igual nombre, al oeste de la ciudad de Ciego de Ávila, por haberse producido allí, el 30 de septiembre de 1895, la constitución del Ejército Invasor bajo las órdenes de los mayores generales Máximo Gómez y Antonio Maceo. Fue declarado Monumento Nacional en 2015.

## Lázaro López: su doble significación histórica
En el sitio se erigió durante la Guerra de los Diez Años (1868-1878) uno de los fuertes del tercer escalón del sistema defensivo de la Trocha de Júcaro a Morón.
Estaba enclavado en la finca Santo Tomás, a unos doscientos metros al sur del antiguo caserío de Lázaro López. El lugar alcanzó temprana significación histórica para los cubanos al caer el 9 de septiembre de 1869, durante un asalto al enclave militar, el general mambí Ángel del Castillo, insigne patriota camagüeyano que operara en la región de la Trocha desde el inicio de la guerra.

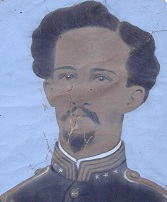
General Ángel del Castillo, la Tempestad a Caballo (1834-1869).

El sitio para conformar el Ejército Invasor fue escogido después …porque lo había consagrado sobre él muriendo gloriosamente en el asalto (…) el caudillo de las cargas estupendas, el que llamaron la Tempestad a Caballo, el general Ángel del Castillo.
Herido, al verse cercado, el general Ángel del Castillo gritó a sus enemigos:Vengan a ver como pelea un general cubano.
Máximo Gómez tenía una alta estima del general Ángel del Castillo. Cuanto pude saber de aquel cubano imponente y dotado de un valor temerario, fue de referencias, pero sí recuerdo que comentamos sus hechos asombrosos.
El 9 de septiembre de 1947 fue erigido allí el obelisco en memoria de este general mambí.

## Constitución del Ejército Invasor
Aunque el general Antonio Maceo había partido de Mangos de Baraguá, en Oriente, el 22 de octubre de 1895, al frente de lo que sería el grueso del Ejército Invasor que llevaría la guerra al Occidente, se toma el 30 de septiembre de 1895 como el día de la constitución del contingente pues en Lázaro López se encuentran las fuerzas de Máximo Gómezy Antonio Maceo los días 29 y 30 de septiembre y se organiza definitivamente esa fuerza militar.
En su Diario de Campaña reflejaría el Generalísimo: El 29 queda dividido el Ejército en dos columnas. La primera de caballería: 3, 000 hombres, y la segunda 1,000 de Infantería —marcha ésta por el sur, cordillera de Trinidad, la manda el Brigadier Quintín Bandera. Con la primera, por el Norte y con movimientos hacia el Centro y el Sur, si es necesario, marcharemos yo y el General Maceo. Dispuesto así el Plan de Invasión y sin desatender sus detalles, se separaron ambas columnas y nos movimos a las 8 de la mañana del día indicado.

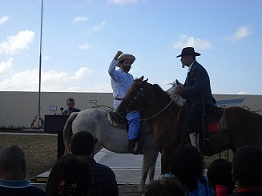
Escenificación del encuentro de Gómez y Maceo en Lázaro López.

En el encuentro Máximo Gómez y Antonio Maceo organizaron el Ejército Invasor. Gómez, como General en Jefe, designó a Maceo jefe máximo de la Invasión y recibió la jefatura del cuarto y quintos cuerpos del ejército.
La constitución del Ejército Invasor se realizó en una emotiva parada militar que ha quedado recogida en varios diarios de la guerra. El día 30, a las 4:30 de la mañana … se oyó el toque de diana por la orquesta y dos horas y media más tarde ordenaban la formación.
Gómez, a caballo, mandó a formar en cuadro apretado a aquella columna, y junto a él se situó el general Antonio y, a su derecha, el presidente Salvador Cisneros Betancourt y demás miembros del Consejo de Gobierno.
Fue en esa parada cuando Gómez pronunció su famosa arenga: ¡Soldados!, llegaremos hasta los últimos confines de Occidente: hasta donde haya tierra española: ¡allá se dará el Ayacucho cubano!

## Complejo escultórico
El 2 de diciembre de 2012, al conmemorarse ese año el 117 aniversario de la constitución en Lázaro López del Ejército Invasor, se inauguró allí un conjunto monumentario.
El mausoleo, en su estructura arquitectónica, presenta en la parte superior de un gran muro un machete de once metros de largo, sobre un mapa de la isla de Cuba y la señalización de los principales puntos geográficos por donde transcurrió esa hazaña estratégica de las tropas mambisas.

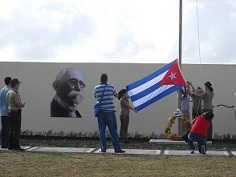
Jóvenes avileños celebran el aniversario de la creación del Ejército Invasor.

En el muro se encuentran dibujadas las imágenes de Gómez y Maceo. Un total de once monolitos de granito gris, con estrellas doradas en relieve, simbolizan el número de generales cubanos presentes en Lázaro López aquel 30 de septiembre de 1895.
En 2015, al cumplirse 120 años del trascendental hecho, el sitio fue declarado Monumento Nacional de la República de Cuba.